# Anosia affinis
Anosia affinis är en fjärilsart som beskrevs av Fabricius 1775. Anosia affinis ingår i släktet Anosia och familjen praktfjärilar. Inga underarter finns listade i Catalogue of Life.